# Xã Clyde, Quận Whiteside, Illinois
Xã Clyde (tiếng Anh: Clyde Township) là một xã thuộc quận Whiteside, tiểu bang Illinois, Hoa Kỳ. Năm 2010, dân số của xã này là 402 người.